# Nidularium campo-alegrensis
Nidularium campo-alegrensis là một loài thực vật có hoa trong họ Bromeliaceae. Loài này được Leme mô tả khoa học đầu tiên năm 1994.